# Henri Junghänel
Henri Junghänel (* 5. Februar 1988 in Leipzig) ist ein deutscher Sportschütze in den Disziplinen Luftgewehr und Kleinkalibergewehr. 2016 wurde er in Rio de Janeiro Olympiasieger im Kleinkaliber-Liegendschießen. 2013 war er Weltschütze des Jahres.
Junghänel startet für den SV Rai-Breitenbach. Bei den Juniorenweltmeisterschaften 2008 belegte er den zweiten Platz mit dem Luftgewehr, im Kleinkaliber-Dreistellungskampf war er Vierter. Bei den Weltmeisterschaften 2010 trat er mit der Mannschaft im Kleinkaliber-Liegend-Wettbewerb an und belegte den achten Platz. 2011 war er Fünfter im Liegend-Wettbewerb bei den Europameisterschaften in Belgrad, mit der Mannschaft erhielt er die Silbermedaille. Zwei Jahre später gewann er im Einzelwettbewerb die Silbermedaille und belegte den sechsten Platz mit der Liegend-Mannschaft. 2013 siegte er im Liegend-Wettbewerb beim Weltcup-Finale, 2014 erreichte er den dritten Platz. Seinen größten Erfolg erkämpfte sich Henri Junghänel bei den Europaspielen 2015, als er den Liegend-Wettbewerb gewann.
Junghänel gewann in seiner Karriere außer dem Weltcup-Finale 2013 fünf Weltcup-Wettbewerbe, zwei im Dreistellungskampf und drei im Liegend-Anschlag. Unter anderem gewann er den Liegend-Wettbewerb beim Weltcup 2016 in Rio de Janeiro auf der Anlage, auf der auch die Wettbewerbe bei den Olympischen Spielen 2016 ausgetragen werden. Dort gewann Junghänel beim Liegend-Wettbewerb mit dem KK-Sportgewehr die Goldmedaille.
Am 1. November 2016 wurde Junghänel von Bundespräsident Joachim Gauck das Silberne Lorbeerblatt – die höchste sportliche Auszeichnung in Deutschland – verliehen. Er ist seit 2017 bei Porsche in Stuttgart eingestellt.